# Rickard Ågren
Pour les articles homonymes, voir Ågren.
Rickard Ågren (né le 5 mars 1951) est un joueur professionnel suédois de hockey sur glace.

## Biographie

### Carrière en club
Il commence sa carrière en senior avec le Skellefteå AIK en 1975.

## Statistiques

### En club
| Saison    | Équipe         | Ligue      |    | Saison régulière | Saison régulière | Saison régulière | Saison régulière | Saison régulière |   | Séries éliminatoires | Séries éliminatoires | Séries éliminatoires | Séries éliminatoires | Séries éliminatoires |
| Saison    | Équipe         | Ligue      | PJ | B                | A                | Pts              | Pun              | PJ               | B | A                    | Pts                  | Pun                  |                      |                      |
| 1975-1976 | Skellefteå AIK | Elitserien | 34 | 10               | 8                | 18               | 17               | 4                | 1 | 1                    | 2                    | 0                    |                      |                      |
| 1976-1977 | Skellefteå AIK | Elitserien | 2  | 0                | 0                | 0                | 2                | -                | - | -                    | -                    | -                    |                      |                      |